# Marrowstone
Marrowstone az Amerikai Egyesült Államok északnyugati részén, Washington állam Jefferson megyéjében elhelyezkedő statisztikai település. A 2010. évi népszámlálási adatok alapján 844 lakosa van.
A település nevét a Marrowstone-sziget legészakibb pontjáról, a Marrowstone-csúcsról kapta.
A település levelezési címei Nordlandben találhatóak, melynek postahivatala 1898 óta működik. Nordland névadója Peter Nordby földtulajdonos.

## Fordítás
- Ez a szócikk részben vagy egészben  a   Marrowstone, Washington című angol Wikipédia-szócikk ezen változatának fordításán alapul.  Az eredeti cikk szerkesztőit annak laptörténete sorolja fel. Ez a jelzés csupán a megfogalmazás eredetét és a szerzői jogokat jelzi, nem szolgál a cikkben szereplő információk forrásmegjelöléseként.